# Bantu Educational Kinema Experiment
Il Bantu Educational Kinema Experiment (BEKE, "esperimento di cinema istruttivo per i bantu") fu un progetto che ebbe luogo nelle colonie britanniche in Africa alla metà degli anni trenta. Il progetto, finanziato dalle amministrazioni coloniali dell'Africa orientale e meridionale (Tanganica, Kenya, Uganda, Rhodesia Settentrionale e Nyasaland) aveva lo scopo di istruire la popolazione nera delle colonie attraverso film realizzati appositamente e proiettati nei cinema.
Il progetto, avviato nel 1935 e abbandonato due anni dopo, portò alla realizzazione di 35 pellicole 16 mm, senza sonoro, di scarsa qualità tecnica e con una trama modesta, principalmente orientate alla diffusione di informazioni di carattere igienico nelle campagne. Alcuni degli attori erano africani, ma la produzione e la sceneggiatura erano completamente inglesi e fornivano una rappresentazione fortemente stereotipata della realtà africana.
Il BEKE non fu un esperimento isolato. Negli anni trenta e anni quaranta, diversi altri produttori (fra cui la Croce Rossa sudafricana) realizzarono film a carattere istruttivo o propagandistico pensati per l'educazione della popolazione delle colonie. Molti di questi film erano basati sullo stereotipo del "saggio e lo stupido", in cui i comportamenti corretti da un punto di vista igienico, morale, economico e così via venivano illustrati attraverso due protagonisti, che davano rispettivamente il buon esempio e il cattivo esempio.